# Zoroaster ophiactis
Zoroaster ophiactis är en sjöstjärneart som beskrevs av Fisher 1916. Zoroaster ophiactis ingår i släktet Zoroaster och familjen Zoroasteridae. Inga underarter finns listade i Catalogue of Life.